# 哥德爾機
哥德爾機（英語：Gödel machine）是一種假設的電腦程式 ，可自我改進，以最佳化的方式解決問題。  它使用一種遞迴的自我改進協議，如果能夠證明新代碼的策略較佳，就會重寫自己的代碼。  該機器由于爾根·施密德胡伯發明（在2003年首次提出 ），但是以其數學理論的啟發者庫爾特·哥德爾的名字來命名。 
哥德爾機經常會在處理元學習（meta-learning）（也就是「學會如何學習」（learning to learn））的問題時拿出來討論。 其應用包括人類決策設計自動化以及在多個相關任務之間進行知識轉移，並且有可能設計出更加強健和通用的學習架構。 儘管在哥德爾機在理論上是可能的，但至今尚未有完整的實作。
哥德爾機經常會與馬庫斯·哈特的AIXItl相比較，AIXItl是另一種對通用人工智慧的正式規範。施密德胡伯指出，哥德爾機器可以先實現AIXItl作為其初始副程式，並在發現別種更好的搜索演算法之後，再進行自我修改